# Bordj Bou Arréridj
Bordj Bou Arreridj (în arabă برج بوعريريج) este o comună din provincia Bordj Bou Arreridj, Algeria.
Populația comunei este de 168.346 locuitori (2008).